# Čukotské pohoří
Čukotské pohoří (rusky Чукотское нагорье, Čukotskoje nagor'je) je pohoří na severovýchodě Ruska na Dálném východě. Jeho starším názvem je Anadyrské pohoří.

## Poloha
Nachází se mezi Čaunským zálivem a Beringovým průlivem, tvoří tak převážnou část poloostrova Čukotka. Táhne se přibližně v délce 450 km a nachází se zde bohatá ložiska kamenného uhlí a rud olova a rtuti. Jeho nejvyšší horou je Ischodnaja, která dosahuje výšky 1 887 m n. m.